# 第7回クリティクス・チョイス・アワード
7th Critics' Choice Awards

2002年1月11日
作品賞: 

『ビューティフル・マインド』
第7回クリティクス・チョイス・アワードは、放送映画批評家協会によって2001年の映画に贈られる賞で、2002年1月11日に発表された。

## 作品トップ10
（アルファベット順）
1. 『ALI アリ』
2. 『ビューティフル・マインド』（アカデミー作品賞受賞作）
3. 『イン・ザ・ベッドルーム』
4. 『ロード・オブ・ザ・リング』
5. 『バーバー』
6. 『メメント』
7. 『ムーラン・ルージュ』
8. 『マルホランド・ドライブ』
9. 『シッピング・ニュース』
10. 『シュレック』

## 受賞・ノミネート一覧

### 映画

#### 主演男優賞
- ラッセル・クロウ - 『ビューティフル・マインド』
  - ショーン・ペン - 『アイ・アム・サム』
  - ウィル・スミス - 『ALI アリ』

#### 主演女優賞
- シシー・スペイセク - 『イン・ザ・ベッドルーム』
  - ニコール・キッドマン - 『ムーラン・ルージュ』
  - レネー・ゼルウィガー - 『ブリジット・ジョーンズの日記』

#### アニメ映画賞
- 『シュレック』
  - 『モンスターズ・インク』
  - 『ウェイキング・ライフ』

#### キャスト賞
- 『ゴスフォード・パーク』
  - 『オーシャンズ11』
  - 『ザ・ロイヤル・テネンバウムズ』

#### 作曲賞
- ハワード・ショア - 『ロード・オブ・ザ・リング』
  - ジョン・ウィリアムズ - 『A.I.』、『ハリー・ポッターと賢者の石』
  - クリストファー・ヤング - 『シッピング・ニュース』

#### 監督賞
- ロン・ハワード - 『ビューティフル・マインド』
- バズ・ラーマン - 『ムーラン・ルージュ』
  - ピーター・ジャクソン - 『ロード・オブ・ザ・リング』

#### ファミリー映画賞
- 『ハリー・ポッターと賢者の石』
  - 『プリティ・プリンセス』
  - 『スパイキッズ』

#### 作品賞
- 『ビューティフル・マインド』
  - 『ALI アリ』
  - 『イン・ザ・ベッドルーム』
  - 『ロード・オブ・ザ・リング』
  - 『バーバー』
  - 『メメント』
  - 『ムーラン・ルージュ』
  - 『マルホランド・ドライブ』
  - 『シッピング・ニュース』
  - 『シュレック』

#### 外国語映画賞
- 『アメリ』,  フランス
  - 『花様年華』,  フランス/ 香港
  - 『ノー・マンズ・ランド』,  ボスニア・ヘルツェゴビナ

#### 脚本賞
- 『メメント』 - クリストファー・ノーラン
  - 『ビューティフル・マインド』 - アキヴァ・ゴールズマン
  - 『バーバー』 - コーエン兄弟

#### 歌曲賞
- 「メイ・イット・ビー」 -  エンヤ - 『ロード・オブ・ザ・リング』
  - 「永遠に愛されて」 - フェイス・ヒル - 『パール・ハーバー』
  - "Until..." - スティング - 『ニューヨークの恋人』

#### 助演男優賞
- ベン・キングズレー - 『セクシー・ビースト』
  - ジム・ブロードベント - 『アイリス』
  - ジョン・ヴォイト - 『ALI アリ』

#### 助演女優賞
- ジェニファー・コネリー - 『ビューティフル・マインド』
  - キャメロン・ディアス - 『バニラ・スカイ』
  - マリサ・トメイ - 『イン・ザ・ベッドルーム』

#### 若手俳優賞
- ダコタ・ファニング - 『アイ・アム・サム』
  - ハーレイ・ジョエル・オスメント - 『A.I.』
  - ダニエル・ラドクリフ - 『ハリー・ポッターと賢者の石』

### テレビ

#### 主演男優賞（テレビ映画）
- ジェームズ・フランコ - 『DEAN/ディーン』
  - ハンク・アザリア - 『UPRISING アップライジング』
  - バリー・ペッパー - 『61*』

#### 主演女優賞（テレビ映画）
- ジュディ・デイヴィス - 『ジュディ・ガーランド物語』
  - サルマ・ハエック - In the Time of the Butterflies
  - エマ・トンプソン - 『エマ・トンプソンのウィット/命の詩』

#### テレビ映画賞
- 『ジュディ・ガーランド物語』
  - 『バンド・オブ・ブラザース』
  - 『アヴァロンの霧』